# Dick Dickey
Richard Lea "Dick" Dickey (Rigdon, Indiana, 26 de octubre de 1926-Indianápolis, Indiana, 3 de julio de 2006) fue un jugador de baloncesto estadounidense que disputó una temporada en la NBA, además de jugar previamente en la NPBL. Con 1,85 metros de estatura, jugaba en la posición de base.

## Trayectoria deportiva

### Universidad
Jugó durante cuatro temporadas con los Wolfpack de la Universidad Estatal de Carolina del Norte, en las que promedió 13,4 puntos por partido. En 1948 fue incluido en el tercer quinteto All-American para Associated Press, mientras que en 1950 apareció en el segundo. Fue además elegido en tres ocasiones en el mejor quinteto de la Southern Conference.

### Profesional
Fue elegido en la vigésimo sexta posición del Draft de la NBA de 1950 por Baltimore Bullets, pero acabó jugando con los Anderson Packers en la efímera NPBL, donde disputó 39 partidos en los que promedió 9,6 puntos.
Al año siguiente, los Bullets, que tenían los derechos sobre el jugador en la NBA, lo traspasaron a los Boston Celtics, donde jugó una temporada como suplente de Bob Cousy, promediando 2,8 puntos y 1,8 rebotes por partido.

## Estadísticas de su carrera en la NBA

### Temporada regular
| Temporada | Edad | Equipo         | Liga | P  | TIT | MIN | TC  | TCA | %TC  | 3P | 3PA | %3P | TL  | TLA | %TL  | R.OF. | R.DEF. | REB | ASIS | ROB | TAP | PER | FP  | PTS |
| 1951-52   | 25   | Boston Celtics | NBA  | 45 |     | 9.8 | 0.9 | 3.0 | .294 |    |     |     | 1.0 | 1.5 | .681 |       |        | 1.8 | 1.1  |     |     |     | 1.8 | 2.8 |
| Total     |      |                | NBA  | 45 |     | 9.8 | 0.9 | 3.0 | .294 |    |     |     | 1.0 | 1.5 | .681 |       |        | 1.8 | 1.1  |     |     |     | 1.8 | 2.8 |

### Playoffs
| Temporada | Edad | Equipo         | Liga | P | MIN | TCA | TC | 3PA | 3P | TLA | TL | R.OF. | REB | ASIS | ROB | TAP | PER | FP | PTS | %TC  | %3P | %FT  | MIN  | PTS | REB | AST |
| 1951-52   | 25   | Boston Celtics | NBA  | 3 | 31  | 1   | 8  |     |    | 6   | 7  |       | 3   | 5    |     |     |     | 7  | 8   | .125 |     | .857 | 10.3 | 2.7 | 1.0 | 1.7 |
| Total     |      |                | NBA  | 3 | 31  | 1   | 8  |     |    | 6   | 7  |       | 3   | 5    |     |     |     | 7  | 8   | .125 |     | .857 | 10.3 | 2.7 | 1.0 | 1.7 |